# Pacifics de San Rafael
Les Pacifics de San Rafael (en anglais : San Rafael Pacifics) sont une équipe de baseball indépendant à San Rafael, en Californie aux États-Unis. Le club dispute ses matchs locaux au Albert Park. Ils font depuis 2013 partie de la Pacific Association of Professional Baseball Clubs, après avoir joué leur première saison en 2012 dans la défunte North American League.
Les Pacifics remportent le titre de la North American League en 2012 et celui de la Pacific Association en 2014.

## Fondation et équipe de direction
Les Pacifics sont fondés en 2011 par Centerfield Partners LLC de Dublin (Californie), dont le propriétaire majoritaire est Brian Clark, et le club est baptisé par le public, qui préfère le nom Pacifics aux autres choix proposés : les Cruisers, Spacemen, Golden Gaters et Redwoods. En 2012, le club passe aux mains de Redwood Sports and Entertainment LLC mené par Mike Shapiro et Eugene Lupario et leur partenaire d'affaires Steve Allen. Shapiro, leur président et directeur-gérant, est un ancien dirigeant en Ligue majeure de baseball : cet enseignant du management du sport à l'université de San Francisco a travaillé pour les Giants de San Francisco jusqu'en 1993, il a supervisé chez Turner Sports la reconversion du Centennial Olympic Stadium en Turner Field pour l'équipe des Braves d'Atlanta, et a supervisé la relocalisation des Expos de Montréal à Washington.

## North American League
Les Pacifics débutent leurs activités avec un premier match le 4 juin 2012, une victoire de 3-1 à San Rafael sur les Sonoma County Grapes (en), et font partie de la division Nord de la North American League, une ligue indépendante de baseball qui cesse ses activités au terme de la saison 2012. En première place de leur division avec 35 victoires et 26 défaites en saison régulière, il remporte le titre de la saison 2012 de la North American League en gagnant la finale deux matchs à un sur le club Na Koa Ikaika Maui.
Le 23 août 2012, l'ancien joueur des Ligues majeures Bill « Spaceman » Lee, âgé de 65 ans, devient le lanceur le plus âgé de l'histoire à remporter un match de baseball professionnel lorsqu'il lance un match complet pour les Pacifics devant une salle comble de 1 265 spectateurs à San Rafael. Lee accorde 8 coups sûrs mais aucun but-sur-balles en 9 manches lancées et les Pacifics triomphent de Nao Koa Ikaika Maui par le score de 9-4. Les seules demandes du Spaceman pour endosser l'uniforme des Pacifics étaient que son billet d'avion soit remboursé et que le match soit joué sans frappeur désigné, ce qui lui permit de se présenter au bâton et de frapper un simple bon pour un point. Lee bat son propre record en remportant un autre match de baseball indépendant, cette fois à l'âge de 67 ans, en août 2014 avec les Stompers de Sonoma.
Mike Marshall, un ancien joueur des Dodgers de Los Angeles, est le manager des Pacifics en 2012

## Pacific Association
En 2013, les Pacifics sont l'une des 6 équipes en compétition lors de la saison inaugurale de la Pacific Association of Professional Baseball Clubs, une nouvelle ligue indépendante formée par Redwood Sports and Entertainment. À l'instar des autres équipes de la ligue, les Pacifics de San Rafael ne sont affiliés à aucune franchise de la Ligue majeure de baseball.
Le 23 août 2013, jour du dernier match de la saison régulière, Bill « Spaceman » Lee, âgé de 66 ans, signe un nouveau contrat d'une journée avec les Pacifics et joue les 9 positions sur le terrain dans un revers de 4-1 contre Na Koa Ikaika Maui, à San Rafael.
Deuxièmes sur six équipes en 2013, les Pacifics atteignent la finale de la Pacific Association mais perdent, 6-1, le match 6-1 qui couronne le club Na Koa Ikaika Maui comme champions de la saison inaugurale,.
Le 31 août 2014, les Pacifics sont sacrés champions de la Pacific Association lorsqu'ils gagnent à San Rafael le match de finale, 11-8 sur les Admirals de Vallejo,.
Les Pacifics ont Ryan Priddy comme gérant en 2013. Celui-ci cède sa place à Dan DiPace, un vétéran des ligues indépendantes de baseball, pour les mener au championnat en 2014.